# カンテレ THE NEWSα Pick
『カンテレ THE NEWSα Pick』は、2017年10月2日から2018年3月31日まで関西テレビ（カンテレ）で放送されていたスポットニュースである。

## 概要
これまでの前番組『カンテレユアタイム クイック』を受け継ぎ、新しいスポットニュース番組として再出発。前番組の『カンテレユアタイム クイック』・前々番組の『カンテレこんやのニュース』同様、フジテレビの番組タイトルに合わせ『カンテレTHE NEWSα Pick』に改められた。
原則的に東京からの『THE NEWSα Pick』をネットする。関西地区で重要な事件が発生した場合には、『カンテレユアタイム クイック』時代に続いて、ニュースパートをカンテレ報道フロアからのローカルニュースに差し替えていた。
キー局フジテレビにおいて『THE NEWSα Pick』の終了に伴い、2018年3月で終了。後継番組は『報道ランナープラス』だが、フジテレビでは『THE NEWSα Pick』終了を機に夜のスポットニュースから撤退したため、『報道ランナープラス』はカンテレの制作に完全に移行された。

## 放送時間
- 2017年10月2日 - 2018年3月31日：月 - 木・土曜日 20:54 - 21:00、金曜日 21:49 - 21:55、日曜日は『ニチファミ!』に中断ニュースとして内包。

## 関連種目
- カンテレNEWS